# Emil Alexandrescustadion

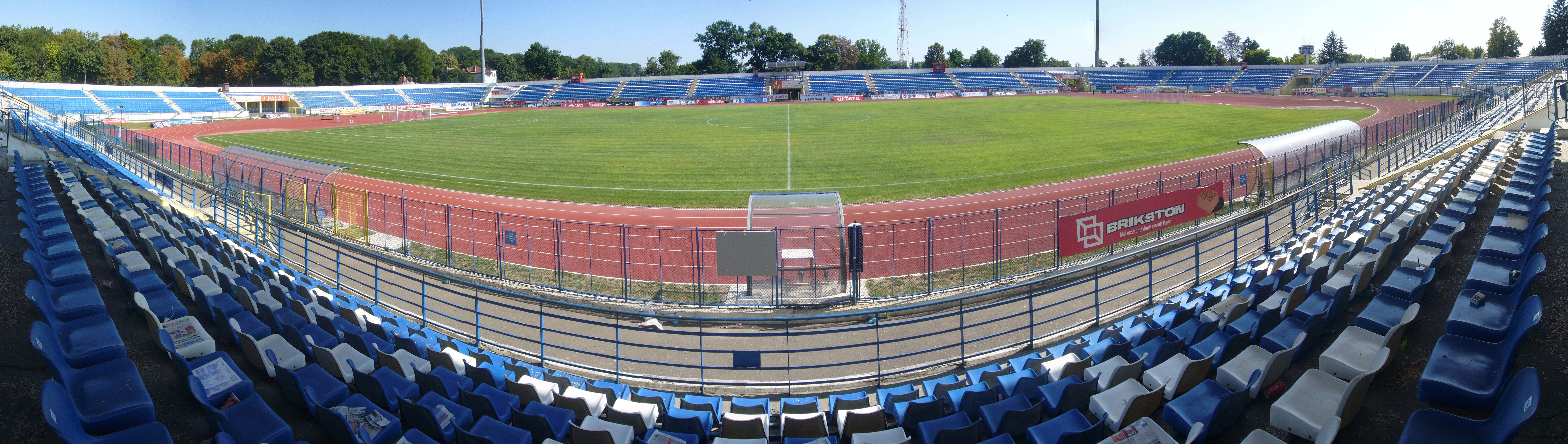
Panorama över Emil Alexandrescustadion.

Emil Alexandrescustadion är en arena i Copou i Iași i Rumänien. Den används främst för fotboll och är hemmaarena för FC Politehnica Iași. Arenan hade ursprungligen en kapacitet på 12 500 platser, men det har minskat till 10 500 platser efter att plastsitsar installerats. Arenan är uppkallad efter den förre Politehnica Iași-spelaren och and Iași-borgmästaren Emil Alexandrescu, som avled 1991.